# كاتو لورينسن
كاتو لورينسن (بالإنجليزية: Cato T. Laurencin) (و. 1959 – م) هو جراح من الولايات المتحدة الأمريكية . وهو عضواً في الأكاديمية الوطنية للهندسة .

## التعليم
تعلم في مدرسة طب هارفرد، وجامعة برنستون، ومعهد ماساتشوست للتكنولوجيا